# Stanislav Medřík (odbojář)
Stanislav Medřík (1897 – 5. května 1942 v KT Mauthausenu) byl zaměstnán jako člen finanční stráže a jeho pracoviště se nacházelo (na "potravní čáře") v jinonickém akcízu. Při zátahu na jinonický akcíz (v noci ze 3. října 1941 na 4. říjen 1941) byl Stanislav Medřík zatčen gestapem spolu s ostatními. Brzy po svém zatčení byl ale propuštěn. Jeho zatčení bylo výsledkem nešťastné shody náhod. Vyšetřovatelé mu nemohli totiž nic dokázat, protože on byl v akcízu ve službě. (Akcíz byla městská celnice, kde se tehdy platila daň z dovozu zboží do hlavního města.) Asi za dva týdny po zátahu na ilegální vysílačku Spartu I byl ale opět zatčen, a to zřejmě pro udání, že skutečně pracuje pro odboj a že nedovoleně přechovává zbraně (Deset pistolí včetně nábojů měl původně ukryté v králíkárně. Tam šlo gestapo při domovní prohlídce najisto. Nic ale nenalezlo, protože je Stanislav Medřík včas přemístil do suché žumpy, kde ovšem gestapo zbraně nehledalo). Nejprve byl Stanislav Medřík vězněn na Pankráci. Odtud jej přesunuli do Terezína, a když tam začali Němci budovat ghetto, převezli ho do Mauthausenu. Dne 8. května 1942 obdržela jeho manželka a tehdy dvanáctiletý syn Zdeněk zprávu, že jejich otec v Mauthausenu dne 5. května 1942 zemřel.

## Původní pamětní deska
Pamětní deska (z černého mramoru) věnovaná pěti obětem přepadení jinonického akcízu je nyní majetkem Dopravního podniku hl. m. Prahy. Původně se nacházela na budově akcízu v Řeporyjské ulici číslo popisné 55. Od roku 1988 se nacházela v opěrné zdi stanice metra Nové Butovice. Z tohoto nedůstojného místa byla v roce 2001 se souhlasem Obvodního úřadu pro Prahu 5 přemístěna do předsíně budovy Sokola (Butovická 33/100, Praha 5 – Jinonice). Na desce je text:
Zde byli přítomni v den vyslání
z 3. na 4. X. 1941 a zatčeni
bojovníci za svobodu
Jindřich Klečka, radiotelegrafista,
nar. 1913 skončil v tomto domě
hrdinnou smrtí dne 4. X. 1941.
Miroslav Prokop, nar. 1922,
popraven v Mauthausenu 13. II. 1942.
Karel Prokop, nar. 1893, popraven
v Berlíně-Plötzensee dne 8. IX. 1943.
Stanislav Medřík, nar. 1897,
zemřel v koncentr. táboře
v Mauthausenu dne 5. V. 1942.
Antonín Němeček, nar. 1915,
popraven v Mauthausenu 12. II. 1942.
původní pamětní deska

## Nový památník hrdinům z jinonického akcízu
Dne 3. října 2014 byl na veřejném prostranství (bulváru) poblíž stanice metra Nové Butovice v Praze 13 slavnostně odhalen nový pískovcový pomník (GPS souřadnice 50°03′03″ s. š., 14°21′01″ v. d.) z dílny akademického sochaře Milana Váchy s bronzovou pamětní deskou připomínající tragické události zátahu gestapa na jinonický akcíz v noci z 3. na 4. října 1941. Nová pamětní deska obsahuje (obdobně jako ta původní, umístěná v budově TJ Sokol Jinonice) jména pěti odbojářů - hrdinů protinacistické odbojové skupiny ÚVOD (Ústředního vedení odboje domácího) z pražských Jinonic, kteří od ledna roku 1941 až do začátku října 1941 poslali zpravodajské centrále do Londýna asi 8,5 tisíce zašifrovaných radiových depeší. Na nové pamětní desce je (kromě jmen odbojářů) také reliéf dnes již neexistující budovy - jinonického akcízu, ze kterého radiové depeše až do osudné noci ilegálně odesílali. 
Na nové pamětní desce je text:
Věnováno památce hrdinů 
protinacistické odbojové skupiny organizace ÚVOD,
zatčených během vysílání depeší do Londýna 
v nedaleké budově jinonického akcízu 
při zátahu gestapa v noci z 3. na 4. října 1941.

JINDŘICH KLEČKA
 radiotelegrafista 
nar. 1913, zemřel vlastní rukou při zatýkání 4. 10. 1941

MIROSLAV PROKOP
 nar. 1922, popraven v Mauthausenu 13. 2. 1942

KAREL PROKOP
nar. 1893, popraven v Berlíně-Plötzensee 8. 9. 1943

STANISLAV MEDŘÍK
 nar. 1897, zemřel v Mauthausenu 5. 5. 1942

ANTONÍN NĚMEČEK
 nar. 1915, popraven v Mauthausenu 12. 2. 1942
nový památník

Pamětní desky a památníky
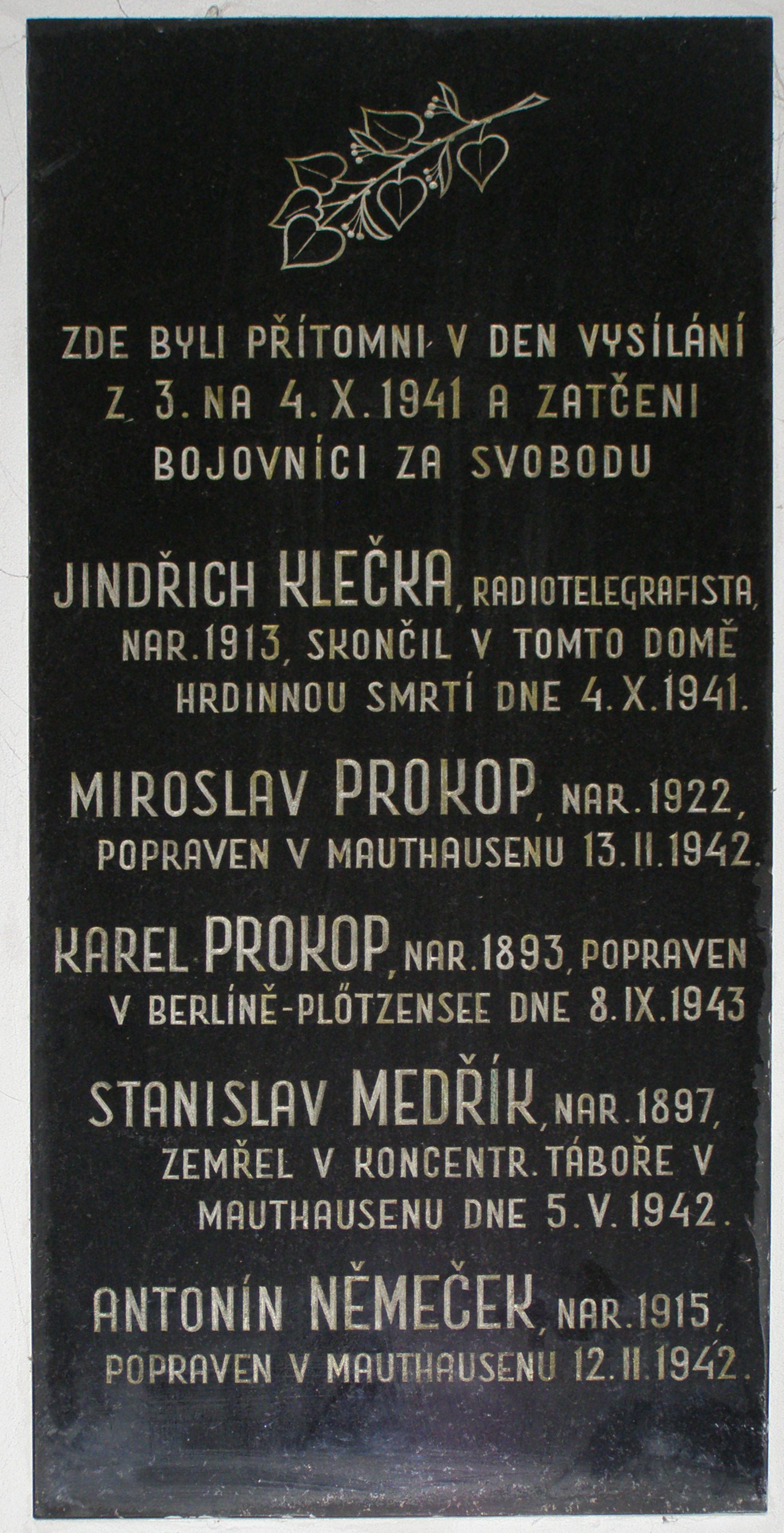
Pamětní deska z jinonického akcízu
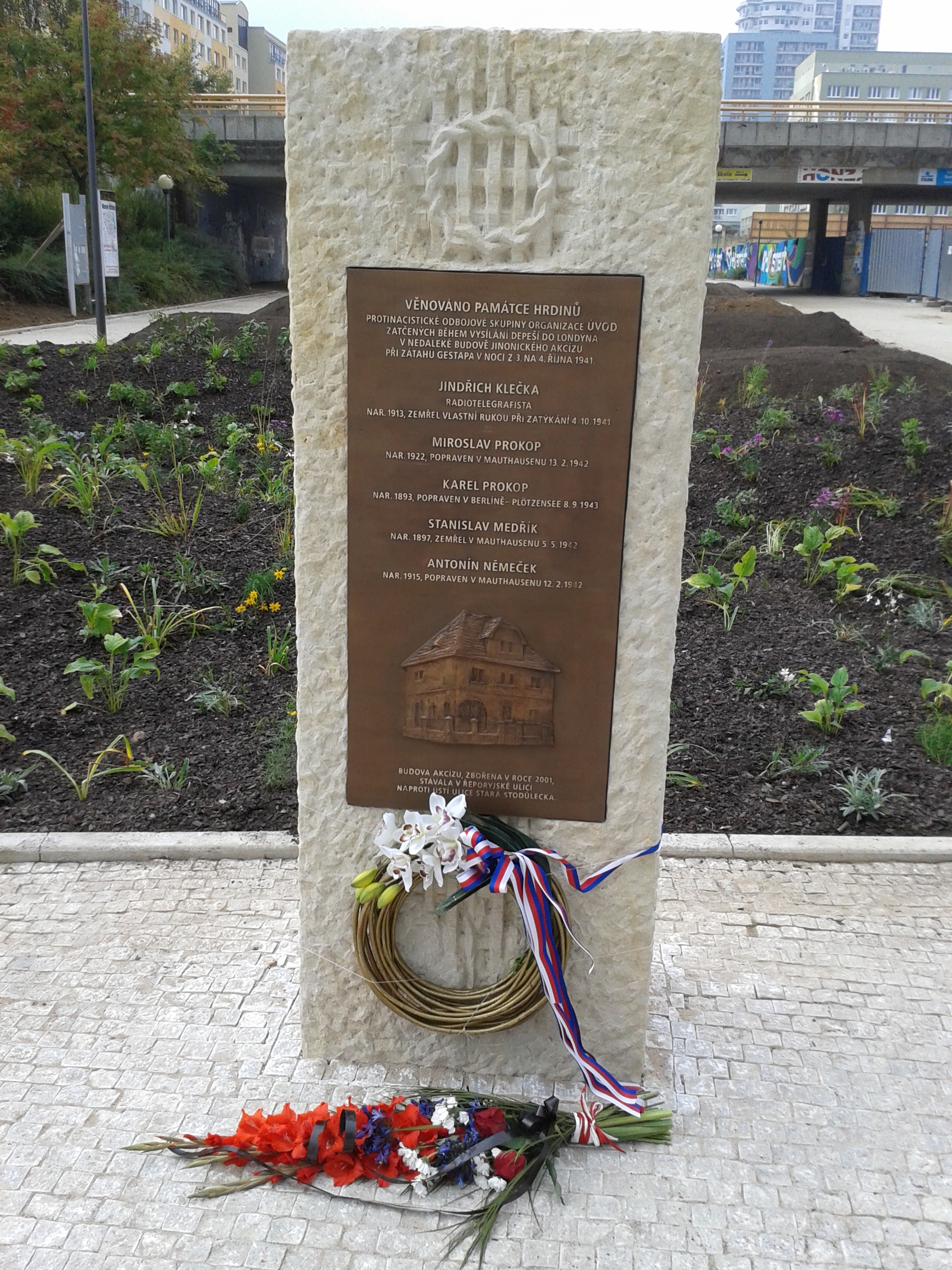
Památník (z roku 2014) hrdinům z jinonického akcízu
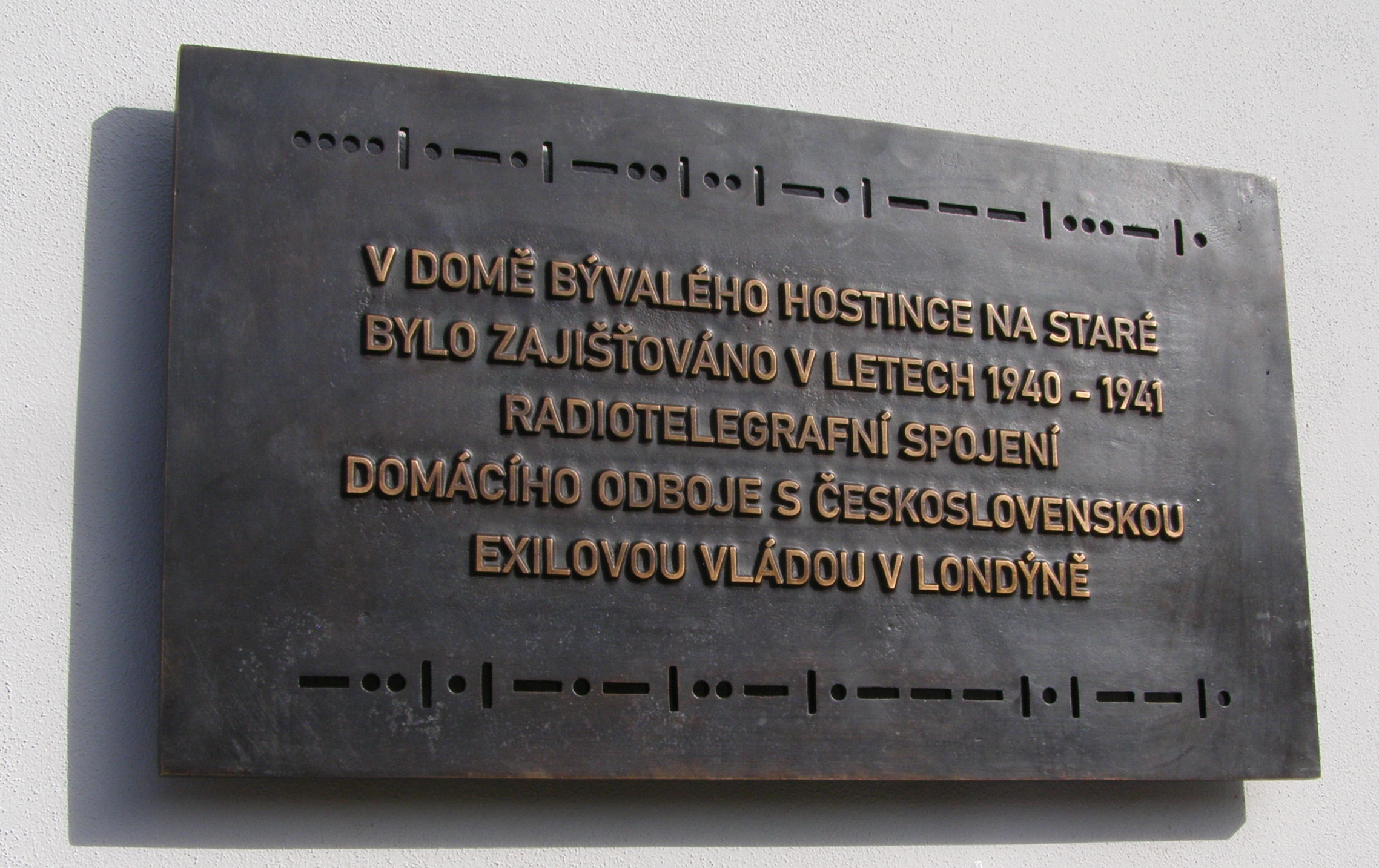
Pamětní deska radiotelegrafistům na bývalém hostinci „Na Staré“ v Jinonicích (2024)